# Contarinia mucidus
Contarinia mucidus är en tvåvingeart som beskrevs av Fedotova 1993. Contarinia mucidus ingår i släktet Contarinia och familjen gallmyggor.
Artens utbredningsområde är Kazakstan. Inga underarter finns listade i Catalogue of Life.